# Lou Marini
Louis William Marini Jr. (né le 13 mai 1945), connu sous le nom de "Blue Lou" Marini, est un saxophoniste, arrangeur et compositeur américain. Jouant aussi bien du saxophone soprano, alto ou ténor, des flûtes piccolo ou alto et de la clarinette, il est surtout connu pour son travail dans le jazz, le rock, le blues et la musique soul, ainsi que pour son association avec The Blues Brothers.

## Les débuts
Lou Marini nait à Charleston, en Caroline du Sud. Ses parents sont des immigrants italiens originaires de la région du Trentin. Il est diplômé de l'école secondaire Fairless de Navarre, Ohio. Son père, Lou Marini Sr., est le directeur du groupe de musique du lycée et a écrit l'hymne de l'école. Fairless décerne d'ailleurs chaque année le Lou Marini Award en l'honneur de Marini Sr., décédé en mai 2008. Lou Marini Sr. et Lou Marini Jr. sont intronisés tous deux au Fairless Alumni Association Hall of Honor en mai 2010.
Lou Marini fréquente ensuite le North Texas State University College of Music (maintenant connu sous le nom de University of North Texas College of Music), où il joue dans le groupe One O'Clock Lab. De 1972 à 1974, il joue dans Blood, Sweat & Tears. De 1975 à 1983, il est membre du groupe maison de l'émission Saturday Night Live, et membre du groupe The Blues Brothers, apparaissant dans le film The Blues Brothers et sa suite, Blues Brothers 2000, jouant le rôle de « Blue Lou », un surnom donné par Dan Aykroyd.
Il joue sur l'album Zappa in New York de Frank Zappa en 1977, sur l'album Desire Wire de Cindy Bullens en 1978, et travaille notamment avec Lou Reed, Lalo Schifrin, Ringo Starr, Aerosmith, Deodato, Manu Dibango, Claude Nougaro, Maureen McGovern, Johnny Hallyday, Steely Dan, James Taylor, Dionne Warwick, le Buddy Rich Big Band et l'orchestre de Woody Herman.

## Travail en solo
Marini passe la majeure partie de sa vie professionnelle à travailler comme accompagnateur et arrangeur. En 1986, il enregistre un solo de sax triste et mélancolique pour la bande originale de la série animée Lyle, Lyle Crocodile diffusée sur HBO en 1987, adaptée du livre pour enfants de Bernard Waber The House on East 88th St. En 2001, il réalise son premier enregistrement en tant que chef d'orchestre, avec Ray Reach et le Magic City Jazz Orchestra, intitulé Lou's Blues (2001). Cet album présente ses arrangements et compositions, dont beaucoup sont devenus des classiques des Lab Bands de l'Université de North Texas.
Le 23 mars 2010, Marini sort Blue Lou and Misha Project - Highly Classified, une collaboration avec Misha Segal, un pianiste et compositeur israélien.
En juin 2010, Lou Marini est nommé directeur artistique du premier Brianza Blues Festival, à la villa royale de Monza en Italie.

## Compositions et arrangements
Le travail de Marini en tant qu'arrangeur et compositeur est influencé par Gil Evans, Bob Brookmeyer, Thad Jones et Don Ellis, ainsi que par le rock, la pop et la musique d'avant-garde. Par exemple, sa chanson Hip Pickles, écrite pour Blood, Sweat and Tears, est décrite ainsi par le critique Jack Bowers de AllAboutJazz.com : « Les notions peu orthodoxes de Marini apparaissent sur Hip Pickles, dont l'intro libre cède la place à une mélodie jouée par des trompettes hurlantes et une guitare à la Clapton, annonçant un échange orageux entre Marini (alto) et Tom Wolfe [à la guitare] ».

## Discographie

### Solo
- 1996 : Soul Serenade (Jazz City)
- 2004 : Lou's Blues (Chase Music Group)
- 2010 : Highly Classified (PrimaVista Records)
- 2012 : Starmaker (Hip Pickles Music)

### Collaborations
The Blues Brothers
- 1978 : Briefcase Full of Blues
- 1980 : The Blues Brothers: Music from the Soundtrack
- 1980 : Made in America
- 1981 : Best of The Blues Brothers
- 1983 : Dancin' wid da Blues Brothers
- 1990 : The Blues Brothers Band Live in Montreux
- 1992 : Red, White & Blues
- 1995 : The Very Best of The Blues Brothers
- 1997 : Blues Brothers & Friends: Live from Chicago's House of Blues
- 1998 : Blues Brothers 2000
- 2017 : The Last Shade of Blue Before Black (Steve Cropper, Lou Marini and the Original Blues Brothers Band)

Levon Helm
- 1977 : Levon Helm & the RCO All–Stars
- 1978 : Levon Helm
- 2006 : Live at The Palladium in New York City New Year's Eve 1977

Maureen McGovern
- 1989 : Naughty Baby
- 1992 : Baby I'm Yours
- 1996 : Out of This World
- 1997 : Music Never Ends

James Taylor
- 2002 : October Roads
- 2008 : Covers
- 2009 : Other Covers

John Tropea
- 1977 : Short Trip to Space
- 1979 : To Touch You Again
- 1985 : NYC Cats Direct

Frank Zappa
- 1978 : Zappa in New York (sax alto, flûte)
- 1992 : You Can't Do That on Stage Anymore, Vol. 6
- 1996 : Läther (sax alto, flûte)
- 1997 : Have I Offended Someone?

Autres
- Aerosmith – Night in the Ruts (1979) : sax ténor sur Chiquita
- Blood, Sweat & Tears – New Blood (1972)
- Blood, Sweat & Tears – No Sweat (1973)
- Patti Austin – Havana Candy (1977)
- Jeff Beck – Rock 'n' Roll Party: Honoring Les Paul (2011) : sax baryton
- Tony Bennett et Lady Gaga – Cheek to Cheek (2014)
- Brecker Brothers – Don't Stop the Music (1980)
- Jimmy Buffett – Off to See the Lizard (1989)
- Cindy Bullens – Desire Wire (1978)
- Cameo – Feel Me (1980)
- Freddy Cole – It's Crazy, But I'm In Love (1996)
- Hank Crawford – Groove Master (1990)
- Hank Crawford – South Central (1992)
- Deodato – Night Cruiser (1980)
- Manu Dibango – Gone Clear (1980)
- Manu Dibango – Ambassador (1981)
- Diane Dufresne – Turbulences (1982)
- Cornell Dupree – Coast to Coast (1988)
- Donald Fagen – Kamakiriad (1993) : clarinette, flûte, sax alto
- Thomas Fersen – Le Jour du poisson (1999)
- Eddie Floyd – To the Bone (2002)
- Robben Ford – Inside Story (1979)
- Aretha Franklin – Get It Right (1983)
- Michael Franks – Tiger in the Rain (1979)
- J. Geils Band – Freeze Frame (1981, single)
- Michael Gibbs – Big Music (1988)
- Johnny Hallyday – Ça ne change pas un homme (1991)
- Beth Hart – Bang Bang Boom Boom (2012)
- Lena Horne – Live on Broadway (1981)
- Bobbi Humphrey – The Good Life (1979)
- Garland Jeffreys – Guts for Love (1983)
- Fred Lipsius – Better Believe It (1996)
- Love & Money – Strange Kind of Love (1988)
- Mecano – Aidalai (1991)
- Meat Loaf – Dead Ringer (1981) : cor d'harmonie sur Dead Ringer for Love
- Melanie – Phonogenic – Not Just Another Pretty Face (1978)
- Elliott Murphy – Night Lights (1976)
- Walter Murphy – A Fifth of Beethoven (1976)
- Milton Nascimento – Angelus (1994) - flute
- Claude Nougaro – Nougayork (1987) : flûte, sax alto
- Laura Nyro – Walk the Dog and Light the Light (1993)
- Linda Clifford – I'll Keep on Loving You (1982)
- One O'clock Lab Band – Best of One O'clock (1992)
- Eddie Palmieri – Unfinished Masterpiece (1990)
- Lou Reed – Sally Can't Dance (1974)
- Boz Scaggs – Speak Low (2008) : flûte
- Lalo Schifrin – Towering Toccata (1976)
- Neil Sedaka – A Song (1977)
- Carly Simon – Hello Big Man (1983)
- Ivana Spagna – Four (2012)
- Spyro Gyra – City Kids (1983)
- Ringo Starr – Ringo's Rotogravure (1976)
- Steely Dan – Two Against Nature (2000)
- Rod Stewart – Soulbook (2009)
- Joss Stone – 	Colour Me Free! (2009)
- B.J. Thomas – Songs (1973)
- B.J. Thomas – Longhorn & London Bridges (1974)
- Peter Tosh – Mystic Man (1979)
- Peter Tosh – Wanted: Dread and Alive (1981)
- Luther Vandross – Forever, For Always, For Love (1982)
- Dionne Warwick – Dionne Warwick Sings Cole Porter (1990)
- Johnny Winter – Step Back (2014)

## Filmographie
- 1980 : Les Blues Brothers –  « Blue Lou »
- 1998 :  Blues Brothers 2000 –  « Blue Lou »
- 2000 : Droit au cœur – bassiste du AG Orchestra (non crédité)